# Zisterzienserinnenabtei La Joie (Berneuil-sur-Aisne)

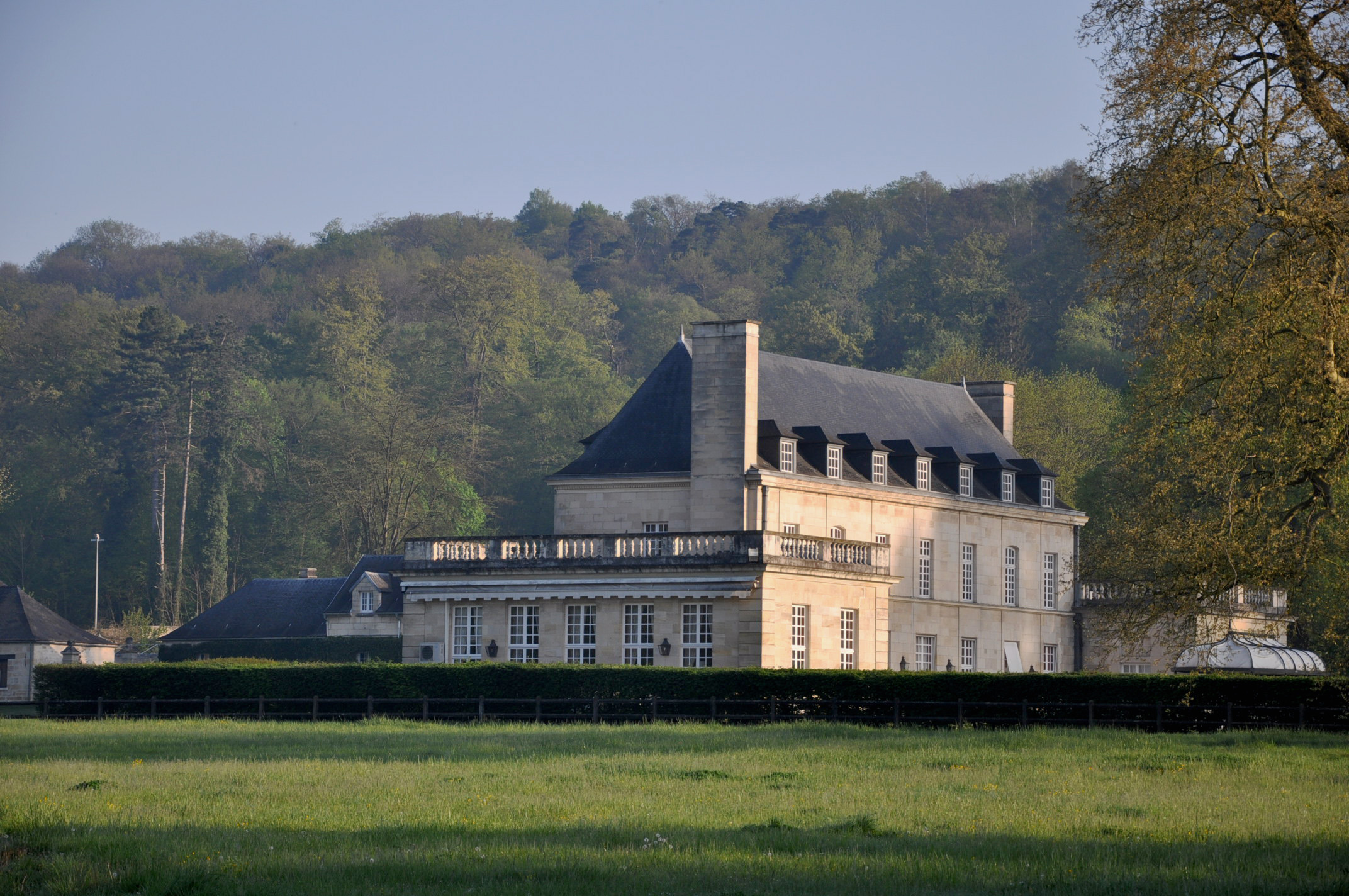
Das Schloss Sainte-Claire, das sich anstelle der ehemaligen Abtei erhebt.

Die Zisterzienserinnenabtei La Joie (Berneuil-sur-Aisne) war von 1234 bis 1790 ein Kloster zuerst der Zisterzienserinnen, ab 1451 der Zisterzienser in Berneuil-sur-Aisne im Département Oise, in Frankreich. Den Namen „La Joie“ tragen auch die ehemaligen Zisterzienserinnenklöster Kloster La Joie (Nemours) und Kloster La Joie (Hennebont) sowie das heutige Kloster Campénéac.

## Geschichte
Jacques de Bazoches, Bischof von Soissons, gründete 1234 zwölf Kilometer östlich von Compiègne die Zisterzienserinnenabtei Notre Dame de la Joie („Maria Freude“, ursprünglich „Notre-Dame-de-la-Saussaye“ von französisch saule „Weidenbaum“), die wegen ihrer Reliquien der hl. Klara von Assisi später den Beinamen „Sainte Claire“ bekam und sich zum Wallfahrtsort entwickelte. Das Nonnenkloster wurde 1430 im  Hundertjährigen Krieg Opfer der Engländer. 1451 besiedelte das benachbarte Kloster Ourscamp den Ort mit einem Zisterzienserpriorat, das 1790 durch die Französische Revolution aufgelöst wurde. An der Stelle der 1817 zerstörten Klostergebäude wurde im Westen der Gemeinde Berneuil (unweit der Aisne) das noch bestehende Schloss Sainte-Claire errichtet.